# Гродницький Іван Іванович
Іван Іванович Гродни́цький (Гроднинський) (нар. 1819 — пом. ?) — український живописець.

## Біографія
Народився у 1819 році в сім'ї кріпака. Впродовж 1834–1840 був стороннім учнем в малювальних класах Товариства заохочування мистецтв. Був вільним слухачем Петербурзької академії мистецтв, де товаришував з Тарасом Шевченком. У 1840 році здобув звання некласного художника, після чого викладав малювання у Катеринославській чоловічій гімназії. 

## Творчість
Працював у галузі портретного живопису. Серед робіт:
- «Лірник» (1840-ві; Дніпровський історичний музей);
- «Попик» (1840-ві; Дніпровський художній музей);
- «Портрет невідомого купця» (1846; Дніпровський художній музей);
- «Слухають лірника» (1840-ві; Дніпровський художній музей);
- «Портрет старого» (1840-ві; Дніпровський художній музей);
- «Портрет Шевельової» (1840-ві; Дніпровський художній музей);
- «Портрет Шевельова» (1840-ві; Дніпровський художній музей).